# حسنلو (شاهین‌دژ)
 سوغات این روستا زردآلو است

## جمعیت
این روستا در دهستان صفاخانه قرار دارد و براساس سرشماری مرکز آمار ایران در سال ۱۳۸۵، جمعیت آن ۵۰۶ نفر (۹۸ خانوار) بوده‌است.